# صموئيل لينو
صموئيل لينو هو لاعب كرة قدم برازيلي في مركز الوسط، ولد في 23 ديسمبر 1999 في سانتو أندريه في البرازيل. ويلعب حالياً مع نادي أتلتيكو مدريد في الدوري الإسباني.

## وصلات خارجية
- هذه المقالة غير مرتبط بويكي بيانات